# 芦澤氏
芦澤氏（あしざわし）は、日本の氏族。本姓は大江朝臣。芦澤元忠を祖とする。家紋は一文字に三つ星。
蘆澤・蘆沢・葦澤・葦沢・芦沢も同じで通じ用いる。

## 大江氏流芦澤氏系図
```
　　　 
大江広元

　┏━━━╋━━━┳━━━┳━━━┳━━━┓
 
重淸
    
忠成
    
季光
    
宗元
    
時広
    
親広
　
     （号 海東判官）
 　　　　 ┃
　　 　　
忠茂

　　　　　┃
　　 　　
広房

　　　　  ┃
　　　 　
挙房

　　　　  ┣━━━━━━┓
　　　 　
元忠
 　　　　 
豊忠

　　　（賜 蘆澤庄）（賜 藍澤庄）
          ┃
　　　 　
忠重
```